# Agenor de Gramont
Antoine Alfred Agénor, 10.º Duque de Gramont, Príncipe de Bidache (14 de Agosto de 1819 - 17 de Janeiro de 1880) foi um um diplomata e estadista francês.